# بارتوقیمئوس فانارجیان
بارتوقیمئوس آرتمی فانارجیان (ارمنی: Բարդուղիմեոս Արտեմի Ֆանարջյան؛  زادهٔ ۱ سپتامبر ۱۸۹۸ - درگذشته ۹ آوریل ۱۹۷۶) پزشک، استاد و آکادمیسین اهل ارمنستان بود.

## زندگی‌نامه
وی در ۱ سپتامبر ۱۸۹۸ در آخالتسیخه به دنیا آمد و از دانشگاه دولتی باکو فارغ‌التحصیل گشت. ویکتور فانارجیان پسر وی بود. وی عضو فرهنگستان ملی علوم ارمنستان بود همچنین برندهٔ جوایزی همچون نشان لنین، نشان پرچم سرخ کار و نشان برجسته افتخار شده‌است. وی در ۹ آوریل ۱۹۷۶ در سن ۷۷ سالگی در ایروان درگذشت.

## نگارخانه

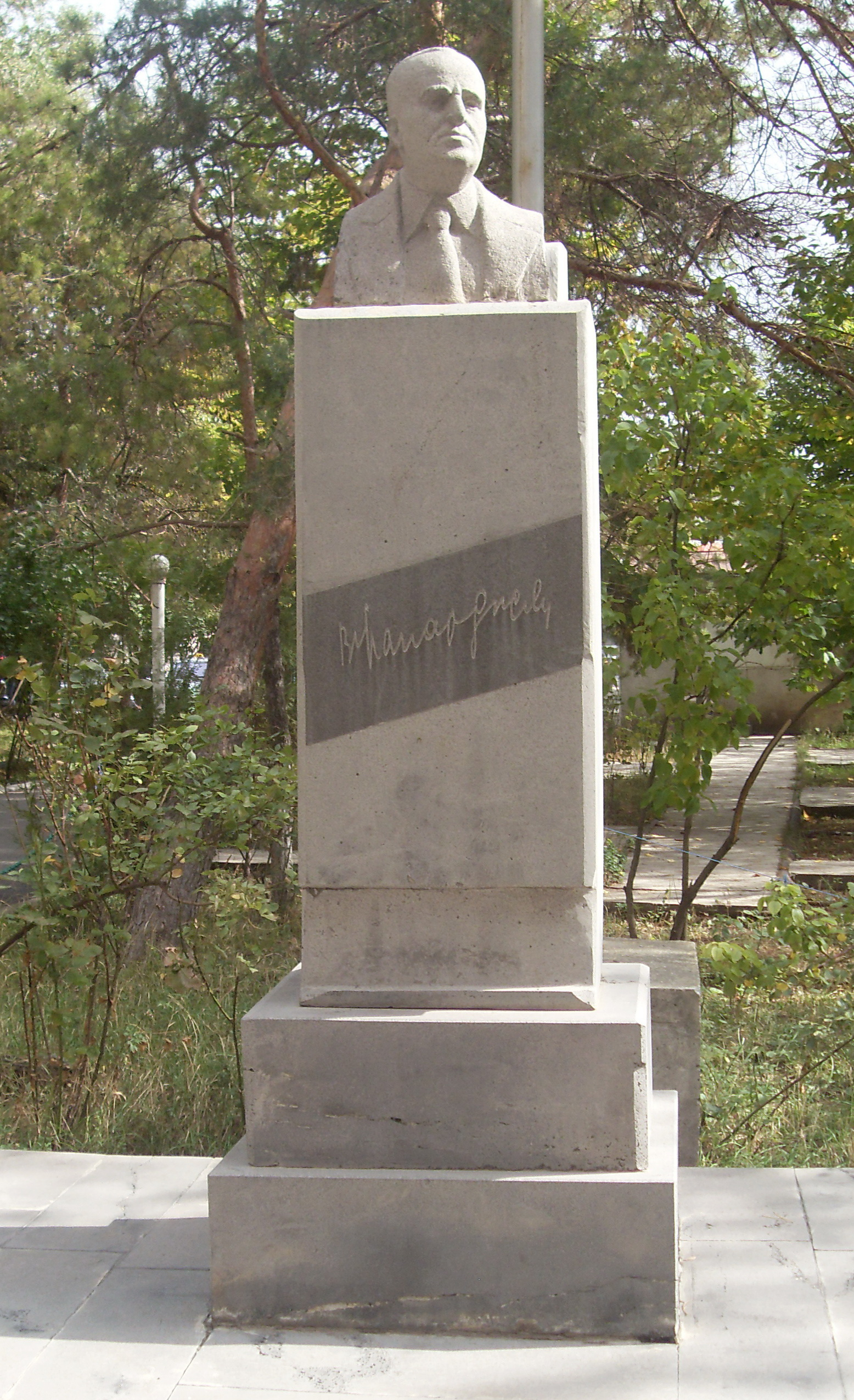